# Konrad Burdach
Carl Ernst Konrad Burdach (Königsberg, 29 maggio 1859 – Berlino, 18 settembre 1936) è stato uno storico tedesco.

## Biografia
Dopo aver superato nel 1876 l'esame al Königsberger Friedrichscollegium, studiò filologia classica, filosofia e psicologia presso l'università di Königsberg, Lipsia e Bonn. 
Con la sua tesi del 1880 dal titolo Reinmar der Alte und Walter von der Vogelweide, segnò un punto di svolta nello studio della letteratura dei Minnesänger. Negli anni successivi approfondì le sue conoscenze all'Università Humboldt di Berlino e scrisse trattati principalmente su Johann Wolfgang von Goethe. Nel 1887 divenne professore straordinario di lingua e letteratura tedesca, di cui dal 1894 sarà professore ordinario. Dal 1897 al 1899 intraprese viaggi di studio in Boemia, Moravia, Slesia, Austria, Italia, Svezia e Parigi. 
Nel 1893 uscì la sua prima collezione di opere Dal Medioevo alla Riforma, in cui esponeva la tesi della continuità tra Medioevo e Rinascimento, in opposizione all'interpretazione di Jacob Burckhardt. 
La sua seconda opera più importante fu Riforma, Umanesimo Rinascimento (del 1918, 2ª edizione del 1926).

## Opere principali
- Vom Mittelalter zur Reformation. Forschungen zur Geschichte der deutschen Bildung (Dal Medioevo alla Riforma. Ricerche sulla storia della cultura tedesca), Winiker & Schickardt editore, Brünn 1893-1937.
- Die Inventarisierung älterer deutscher Handschriften (Gli inventari dei manoscritti tedeschi più antichi), Otto Harrassowitz editore, Leipzig 1904.
- Sinn und Ursprung der Worte Renaissance und Reformation (Significato ed origine delle parole "Rinascimento" e "Riforma"), Reimer editore, Berlino 1910
- Reformation, Renaissance, Humanismus. Zwei Abhandlungen über die Grundlage moderner Bildung und Sprachkunst (Riforma, Rinascimento, Umanesimo. Due dissertazioni sui fondamenti della cultura e dell'arte della parola moderne), Paetel editore, 1ª ed. Berlin-Leipzig 1918, 2ª ed. 1926.
- Dante und das Problem der Reinassance (Dante e il problema della Rinascenza), in "Deutsche Rundschau", 1924.
- Rienzo und die geistige Wandlung seiner Zeit (Rienzo e il cambiamento spirituale del suo tempo), parte I, Weidmannsche Buchhandlung editore, Berlino 1913.
- Briefwechsel des Cola di Rienzo (La corrispondenza di Cola di Rienzo), Vol. II in Vom Mittelalter zur Reformation, 1928.

### Traduzioni italiane
- Riforma, Rinascimento, Umanesimo, trad. a cura di Delio Cantimori [1935], Sansoni, Firenze 1986.
- Dal Medioevo alla Riforma, in Grande Antologia Filosofica, Marzorati, Milano 1964.